# O. Henry's Full House
 O. Henry's Full House és una pel·lícula dels Estats Units de cinc esquetxos dirigits respectivament per Henry Hathaway, Howard Hawks, Henry King, Henry Koster i Jean Negulesco i estrenada el 1952.

## Argument
Es detalla a cada apartat.

## Repartiment
Segons l'ordre d'aparició als crèdits :
- Fred Allen: esquetx No 4,
- Anne Baxter: No 3
- Jeanne Crain: No 5
- Farley Granger: No 5
- Charles Laughton: No 1
- Oscar Levant: No 4
- Marilyn Monroe: No 1
- Jean Peters: No 3
- Gregory Ratoff: No 3
- Dale Robertson: No 2
- David Wayne: No 1
- Richard Widmark: No 2
- Richard Garrick: No 3
- Kathleen Freeman: No 4

## 1r esquetx:The Cop and the Anthem
- Direcció: Henry Koster
- Guió: Lamar Trotti
- Muntatge: Nick DeMaggio
- Repartiment: 
  - Charles Laughton: Soapy
  - Marilyn Monroe: une prostituta
  - David Wayne: Horace
- Resum: Soapy és un rodamón de Nova York que farà tot el possible per fer-se empresonar i estar a l'abric d'un hivern fred.

## 2n esquetx:The Clarion Call
- Direcció: Henry Hathaway
- Guió: Richard L. Breen, a partir de O. Henry
- Muntatge: Nick DeMaggio
- Repartiment:
  - Dale Robertson: Barney Woods
  - Richard Widmark: Johnny Kernan
- Resum: El policia Barney li deu diners a un noi, Johnny, i es troba en una situació delicada en haver de denunciar un crim comès per ell.

## 3r esquetx:The last leaf
- Direcció: Jean Negulesco
- Guió: Ivan Goff, Ben Roberts, a partir de O. Henry
- Muntatge: Nick DeMaggio
- Repartiment: 
  - Anne Baxter: Joanna
  - Jean Peters Susan
  - Gregory Ratoff: Behrman
  - Richard Garrick: El doctor
- Resum: una Nova York, Joana és malalta a causa del fred i la seva germana Susan es fa càrrec d'ella. El veí i pintor Behrman l'ajuda amb la venda d'una de les seves pintures. La caiguda o no l'última fulla d'un arbre proper serà un presagi per la curació de Joana.

## 4t esquetx:The Ransom of Red Chief
- Direcció: Howard Hawks
- Guió: Nunnally Johnson, Charles Lederer, Ben Hecht (no surten als crèdits), a partir de O. Henry
- Muntatge: William B. Murphy
- Repartiment :
  - Fred Allen: Sam
  - Oscar Levant: Bill
  - Kathleen Freeman: Sra. Dorset
- Resum: Sam i Bill eduqyen un jove, però que resulta ser molt més intel·ligent que ells.

## 5è esquetx:The Gift of the Magi
- Direcció: Henry King
- Guió: Walter Bullock, a partir de O. Henry
- Muntatge: Barbara McLean
- Repartiment: 
  - Jeanne Crain: Della
  - Farley Granger: Jim
- Resum: Della i Jim estan molt enamorats l'un de l'altre. No obstant això, per demostrar el seu amor incondicional, cadascú és disposat a tots els sacrificis.

## Al voltant de la pel·lícula

### Fets destacables
- O. Henry (1862-1910), de nom veritable William Sydney Porter, és un autor popular nord-americà, sobretot per les seves novel·les, moltes de les quals han estat portades a la pantalla.
- En la versió original de la pel·lícula es pot sentir l'escriptor John Steinbeck presentar cada un dels contes.
- Henry Koster, director de l'escena del primer esquetx, és més conegut per haver produït el primer film en Cinemascope,  The Robe, 1953.

### Marilyn Monroe
És la 18a pel·lícula de Marilyn Monroe, en un petit paper. L'escena: Al carrer fora d'un magatzem de catifes orientals, és abordada pel rodamón.